# Almoloya de Alquisiras
Almoloya de Alquisiras é um município do estado do México, no México. A sua cabecera municipal e sede do governo é Almoloya de Alquisiras.

## Governo e administração
| Prefeito                   | Periodo   |
| -------------------------- | --------- |
| Mayolo Gómez García        | 2000-2003 |
| Cruz Juvenal Roa Sánchez   | 2003-2006 |
| Gabriel Vázquez Mondragon  | 2006-2009 |
| Francisco Rodriguez Posada | 2009-2012 |
| Artemio Gómez Cruz         | 2013-2015 |
| Francisco Rodríguez Posada | 2016-2018 |